# Francis Cowley Burnand
Francis Cowley Burnand, född 29 november 1836 och död 21 april 1917, var en brittisk författare och dramatiker.
Burnand skrev mycket uppskattade humoresker såsom serien Happy thoughts i tidningen Punch, vars redaktör han var 1880-1906, och burlesker och dramatiska bearbetningar som Black-eyed Susan (1866) och The colonel (1881).